# 프리실라 녜토
프리실라 녜토(프랑스어: Priscilla Gneto, 1991년 2월 13일~)는 프랑스의 유도 선수로 2012년 하계 올림픽에서 여자 하프라이트급 부문 동메달을 획득했다.

## 개인사
아버지인 크파사뇽 녜토는 코트디부아르 대표팀 소속으로 활동한 축구 선수이다. 여동생인 아스트리드 녜토 또한 프랑스 국가대표 유도 선수이다.